# Liste de films tournés dans le département de la Manche
De nombreuses œuvres cinématographiques et télévisuelles ont été tournées dans le département de la Manche.
Voici une liste à compléter de films, téléfilms, feuilletons télévisés, films documentaires... tournés dans le département de la Manche, classés par commune et lieu de tournage et date de diffusion.
- Haut – A
- B
- C
- D
- E
- F
- G
- H
- I
- J
- K
- L
- M
- N
- O
- P
- Q
- R
- S
- T
- U
- V
- W
- X
- Y
- Z

## A
- Agon-Coutainville :
  - 2007 : Vent mauvais, de Stéphane Allagnon[1]

- Auderville :
  - 1971 : Les Deux Anglaises et le Continent, de François Truffaut
  - 1982 : L'Étoile du Nord, de Pierre Granier-Deferre[2]
  - 2004 : Paul dans sa vie, de Rémi Mauger
  - 2006 : Le Passager de l'été, de Florence Moncorgé-Gabin
  - 2009 : L'Autre Dumas, de Safy Nebbou
  - 2014 : Marguerite et Julien, de Valérie Donzelli

- Haut – A
- B
- C
- D
- E
- F
- G
- H
- I
- J
- K
- L
- M
- N
- O
- P
- Q
- R
- S
- T
- U
- V
- W
- X
- Y
- Z

## B
- Barfleur
  - 1970 : Le Mur de l'Atlantique, de Marcel Camus
  - 1983 : Le Démon dans l'île, de Francis Leroi
  - 1985 : L'Avenir d'Amélie, d'Helma Sanders-Brahms
  - 1987 : Le Diable rose, de Pierre B. Reinhard
  - 1993 : Julie, bientôt douze ans et demi, d'Olivier Langlois
  - 2007 : La Promeneuse d'oiseaux (téléfilm), de Jacques Otmezguine
  - 2014 : Marguerite et Julien, de Valérie Donzelli
  - 2024 : Les Rois de la piste de Thierry Klifa[3]

- Barneville-Carteret :
  - 1948 : Une si jolie petite plage, d'Yves Allégret
  - 1988 : La Petite Voleuse de Claude Miller[4]
  - 1990 : Le Mari de la coiffeuse, de Patrice Leconte
  - 2007 : Vent mauvais, de Stéphane Allagnon
  - 2008 : Deux jours à tuer, de Jean Becker
  - 2022 : Tempête, de Christian Duguay
  - 2024 : Les Rois de la piste de Thierry Klifa[3]

- Beaumont-Hague :
  - 2006 : Le Passager de l'été, de Florence Moncorgé-Gabin

- Blainville-sur-Mer :
  - 2020 : Meurtres à Granville (téléfilm) de Christophe Douchand[5]

- Biville :
  - 1988 : La Petite Voleuse de Claude Miller[4]
  - 2006 : Le Passager de l'été, de Florence Moncorgé-Gabin
  - 2009 : L'Autre Dumas, de Safy Nebbou
  - 2014 : Marguerite et Julien, de Valérie Donzelli

- Bricqueville-sur-Mer :
  - 1976 : Grand-père viking (téléfilm), de Claude-Jean Bonnardot
  - 1996 : Hantises, de Michel Ferry
  - 2020 : Meurtres à Granville (téléfilm) de Christophe Douchand[5]

- Haut – A
- B
- C
- D
- E
- F
- G
- H
- I
- J
- K
- L
- M
- N
- O
- P
- Q
- R
- S
- T
- U
- V
- W
- X
- Y
- Z

## C
- Carentan-les-Marais
  - 1988 : La Petite Voleuse de Claude Miller[4]

- Cherbourg-en-Cotentin, commune de Cherbourg, avant 2000 : 
  - 1949 : La Marie du port, de Marcel Carné[6]
  - 1964 : Les Parapluies de Cherbourg, de Jacques Demy[7],[8]
  - 1971 : Les Deux Anglaises et le Continent, de François Truffaut[9]
  - 1975 : La Course à l'échalote, de Claude Zidi
  - 1978 : Les Routes du sud, de Joseph Losey[10]
  - 1986 : Le Rayon vert, d'Éric Rohmer
  - 1990 : Notre Juliette (téléfilm), de François Luciani
  - 1991 : Le Secret de Sarah Tombelaine, de Daniel Lacambre
  - 1996 : Omaha Beach (court-métrage), de Fabrice Castagnier
  - 2011 : Q (2011), de Laurent Bouhnik (tourné en juin 2009 au port des Flamands)
  - 2024 : Les Rois de la piste de Thierry Klifa[3]

- Contrières
  - 2007 : Darling, de Christine Carrière

- Haut – A
- B
- C
- D
- E
- F
- G
- H
- I
- J
- K
- L
- M
- N
- O
- P
- Q
- R
- S
- T
- U
- V
- W
- X
- Y
- Z

## D
- Digulleville :
  - 2006 : Le Passager de l'été, de Florence Moncorgé-Gabin

- Haut – A
- B
- C
- D
- E
- F
- G
- H
- I
- J
- K
- L
- M
- N
- O
- P
- Q
- R
- S
- T
- U
- V
- W
- X
- Y
- Z

## E
- Baie d'Écalgrain
  - 1989 : Tumultes, de Bertrand Van Effenterre[11]
  - 2007 : Vent mauvais, de Stéphane Allagnon[12]
  - 2009 : L'Autre Dumas, de Safy Nebbou[12]

- Éculleville  :
  - 1979 : Tess, de Roman Polanski[13]
  - 2014 : Marguerite et Julien, de Valérie Donzelli

- Émondeville
  - 2008 : Deux jours à tuer, de Jean Becker

- Haut – A
- B
- C
- D
- E
- F
- G
- H
- I
- J
- K
- L
- M
- N
- O
- P
- Q
- R
- S
- T
- U
- V
- W
- X
- Y
- Z

## F
- Fermanville
  - 1999 : La Candide Madame Duff, de Jean-Pierre Mocky
  - 2005 : La Boîte noire, de Richard Berry
  - 2007 : Vent mauvais, de Stéphane Allagnon

- Flamanville :
  - 1947 : La Maison sous la mer, d'Henri Calef[14]

- Haut – A
- B
- C
- D
- E
- F
- G
- H
- I
- J
- K
- L
- M
- N
- O
- P
- Q
- R
- S
- T
- U
- V
- W
- X
- Y
- Z

## G
- Gatteville-le-Phare
  - 1981 : Diva, de Jean-Jacques Beineix[15]
  - 2024 : Les Rois de la piste de Thierry Klifa[3]

- Gonneville
  - 2014 : Marguerite et Julien, de Valérie Donzelli

- Gonfreville
  - 2017 : Derniers remords avant l'oubli, de Jean-Marc Culiersi

- Gréville-Hague:
  - 1913 : Les Enfants du Capitaine Grant

- Granville :
  - 1970 : L'Étalon, de Jean-Pierre Mocky
  - 2005 : La Boîte noire, de Richard Berry
  - 2007 : Darling, de Christine Carrière
  - 2020 : Meurtres à Granville (téléfilm) de Christophe Douchand[5]

- Haut – A
- B
- C
- D
- E
- F
- G
- H
- I
- J
- K
- L
- M
- N
- O
- P
- Q
- R
- S
- T
- U
- V
- W
- X
- Y
- Z

## H
- Hague
  - 1920 : La Dame de Monsoreau, de René Le Somptier
  - 1978 : Les Routes du sud, de Joseph Losey[16]
  - 1986 : Le Rayon vert, d'Éric Rohmer[16]
  - 2005 : La Boîte noire, de Richard Berry[17]
  - 2006 : Le Passager de l'été, de Florence Moncorgé-Gabin
  - 2007 : La Promeneuse d'oiseaux (téléfilm), de Jacques Otmezguine[16]

- Haut – A
- B
- C
- D
- E
- F
- G
- H
- I
- J
- K
- L
- M
- N
- O
- P
- Q
- R
- S
- T
- U
- V
- W
- X
- Y
- Z

## J
- Jobourg :
  - 1958 : Une vie, d'Alexandre Astruc
  - 1992 : Le Droit à l'oubli (téléfilm), de Gérard Vergez
  - 2014 : Marguerite et Julien, de Valérie Donzelli

- Jullouville :
  - 1983 : Pauline à la plage, d'Éric Rohmer

- Haut – A
- B
- C
- D
- E
- F
- G
- H
- I
- J
- K
- L
- M
- N
- O
- P
- Q
- R
- S
- T
- U
- V
- W
- X
- Y
- Z

## L
- La Bonneville :
  - 1948 : Une si jolie petite plage, d'Yves Allégret

- Le Rozel
  - 1978 : Fedora, de Billy Wilder

- Le Vast :
  - 1971 : Les Deux Anglaises et le Continent, de François Truffaut[18]

- Les Moitiers-d'Allonne :
  - 2022 : Tempête, de Christian Duguay

- Haut – A
- B
- C
- D
- E
- F
- G
- H
- I
- J
- K
- L
- M
- N
- O
- P
- Q
- R
- S
- T
- U
- V
- W
- X
- Y
- Z

## M
- Baie du mont Saint-Michel
  - 1947 : Les Chouans, d'Henri Calef
  - 1975 : L'Incorrigible, de  Philippe de Broca
  - 2001 : Le Peuple migrateur, de Jacques Perrin, Jacques Cluzaud et Michel Debats

- Le Mont-Saint-Michel
  - 1947 : Monsieur Vincent, de Maurice Cloche
  - 1992 : Le Visionarium, de Jeff Blyth
  - 1998 : Armageddon  de Michael Bay.
  - 2012 : Meurtres à Saint-Malo téléfilm de la Collection Meurtres à..., de Lionel Bailliu

- Mortain-Bocage
  - 2009 : Coco avant Chanel, d'Anne Fontaine

- Haut – A
- B
- C
- D
- E
- F
- G
- H
- I
- J
- K
- L
- M
- N
- O
- P
- Q
- R
- S
- T
- U
- V
- W
- X
- Y
- Z

## O
- Octeville
  - 1965 : Le Jour d'après, de Robert Parrish
  - 2005 : Foon de Les Quiches[19]
  - 2005 : La Boîte noire, de Richard Berry
  - 2006 : Lili et le Baobab, de Chantal Richard
  - 2008 : Rumba, d'Abel et Gordon et Bruno Romy[20]
  - 2009 : L'Autre Dumas, de Safy Nebbou
  - 2014 : Marguerite et Julien, de Valérie Donzelli

- Omonville-la-Petite :
  - 2006 : Le Passager de l'été, de Florence Moncorgé-Gabin

- Omonville-la-Rogue :
  - 1979 : Tess, de Roman Polanski[21]
  - 1995 : L'Auberge de la Jamaïque (téléfilm), de Gilles Behat[21]
  - 2006 : Le Passager de l'été, de Florence Moncorgé-Gabin

- Haut – A
- B
- C
- D
- E
- F
- G
- H
- I
- J
- K
- L
- M
- N
- O
- P
- Q
- R
- S
- T
- U
- V
- W
- X
- Y
- Z

## P
- Pirou :
  - 1981 : La Dernière Nuit de Marie Stuart, de Didier Decoin[22]

- Pontorson :
  - 1947 : La Maison sous la mer, d'Henri Calef

- Portbail  :
  - 2008 : Deux jours à tuer, de Jean Becker

- Haut – A
- B
- C
- D
- E
- F
- G
- H
- I
- J
- K
- L
- M
- N
- O
- P
- Q
- R
- S
- T
- U
- V
- W
- X
- Y
- Z

## Q
- Querqueville
  - 1996 : La Comète (téléfilm), de Claude Santelli

- Quinéville :
  - 2024 : Les Rois de la piste de Thierry Klifa (château de Quinéville)[3]

- Haut – A
- B
- C
- D
- E
- F
- G
- H
- I
- J
- K
- L
- M
- N
- O
- P
- Q
- R
- S
- T
- U
- V
- W
- X
- Y
- Z

## R
- Réville  : 
  - 1985 : L'Avenir d'Amélie, d'Helma Sanders-Brahms
  - 1995 : L'Auberge de la Jamaïque (téléfilm), de Gilles Béhat
  - 2024 : Les Rois de la piste de Thierry Klifa[3]

- Haut – A
- B
- C
- D
- E
- F
- G
- H
- I
- J
- K
- L
- M
- N
- O
- P
- Q
- R
- S
- T
- U
- V
- W
- X
- Y
- Z

## S
- Saint-Germain-des-Vaux
  - 1972 : Les Caïds, de Robert Enrico
  - 1992 : Le Droit à l'oubli (téléfilm), de Gérard Vergez
  - 2009 : L'Autre Dumas, de Safy Nebbou

- Saint-Germain-sur-Ay
  - 2019 : Jeune bergère, de Delphine Détrie

- Saint-James :
  - 1947 : Les Chouans, d'Henri Calef

- Saint-Lô :
  - 1995 : Le Retour de Ferdinand (court-métrage), de Jean-Jacques Lion

- Saint-Lô-d'Ourville
  - 2014 : Marguerite et Julien, de Valérie Donzelli

- Saint-Martin-de-Bréhal
  - 2007 : Darling, de Christine Carrière

- Saint-Pair-sur-Mer :
  - 2007 : Darling, de Christine Carrière
  - 2020 : Meurtres à Granville (téléfilm) de Christophe Douchand[5]

- Saint-Vaast-la-Hougue :
  - 1949 : La Marie du port, de Marcel Carné
  - 1970 : Le Mur de l'Atlantique, de Marcel Camus
  - 1989 : Tumultes, de Bertrand Van Effenterre[23]
  - 2007 : Vent mauvais, de Stéphane Allagnon
  - 2014 : Marguerite et Julien, de Valérie Donzelli

- Sainte-Mère-Église :
  - 1962 : Le Jour le plus long, de Ken Annakin, Andrew Marton, Bernhard Wicki, Darryl F. Zanuck et Gerd Oswald[24]
  - 1965 : Le Jour d'après, de Robert Parrish[25]

- Saussey
  - 2007 : Darling, de Christine Carrière

- Sortosville-en-Beaumont :
  - 2008 : Deux jours à tuer, de Jean Becker

- Haut – A
- B
- C
- D
- E
- F
- G
- H
- I
- J
- K
- L
- M
- N
- O
- P
- Q
- R
- S
- T
- U
- V
- W
- X
- Y
- Z

## T
- Taillepied : 
  - 1981 : La Dernière nuit de Marie Stuart, de Didier Decoin[26]

- Tourlaville :
  - 1995 : L'Auberge de la Jamaïque (téléfilm), de Gilles Behat[27]
  - 2000 : La Candide Madame Duff, de Jean-Pierre Mocky[27]
  - 2014 : Marguerite et Julien, de Valérie Donzelli

- Haut – A
- B
- C
- D
- E
- F
- G
- H
- I
- J
- K
- L
- M
- N
- O
- P
- Q
- R
- S
- T
- U
- V
- W
- X
- Y
- Z

## U
- Urville-Nacqueville : 
  - 1966  : Le Chevalier Destouches (téléfilm), de Claude-Jean Bonnardot[28]
  - 1992 : Le Droit à l'oubli (téléfilm), de Gérard Vergez[28]

- Utah Beach :
  - 2024 : Les Rois de la piste de Thierry Klifa[3]

- Haut – A
- B
- C
- D
- E
- F
- G
- H
- I
- J
- K
- L
- M
- N
- O
- P
- Q
- R
- S
- T
- U
- V
- W
- X
- Y
- Z

## V
- Val de Saire : 
  - 1965 : Le Jour d'après, de Robert Parrish

- Valognes :
  - 1989 : Tumultes, de Bertrand Van Effenterre
  - 1996 : La Comète (téléfilm), de Claude Santelli

- Vauville :
  - 1978 : Fedora, de Billy Wilder[29]
  - 2001 : Le Peuple migrateur, de Jacques Perrin, Jacques Cluzaud et Michel Debats[30]

- Haut – A
- B
- C
- D
- E
- F
- G
- H
- I
- J
- K
- L
- M
- N
- O
- P
- Q
- R
- S
- T
- U
- V
- W
- X
- Y
- Z